# Dunham (Quebec)
Dunham es una ciudad de la provincia de Quebec, Canadá. Está ubicada en el municipio regional de condado de Brome-Missisquoi y a su vez, en la región de Montérégie-Est en Montérégie. Hace parte de las circunscripciones electorales de Brome-Missisquoi a nivel provincial y de Brome−Missisquoi a nivel federal.

## Geografía
Según Statistique Canada, Dunham tiene una superficie total de 195,18 km² y es una de las 1135 municipalidades en las que está dividido administrativamente el territorio de la provincia de Quebec.

## Demografía
Según el censo de 2011, había 3471 personas residiendo en esta ciudad con una densidad poblacional de 17,8 hab./km². Los datos del censo mostraron que de las 3396 personas censadas en 2006, en 2011 hubo un aumento poblacional de 75 habitantes (2,2%). El número total de inmuebles particulares resultó de 1709 con una densidad de 8,76 inmuebles por km². El número total de viviendas particulares que se encontraban ocupadas por residentes habituales fue de 1421.